# A bárányok hallgatnak (film)

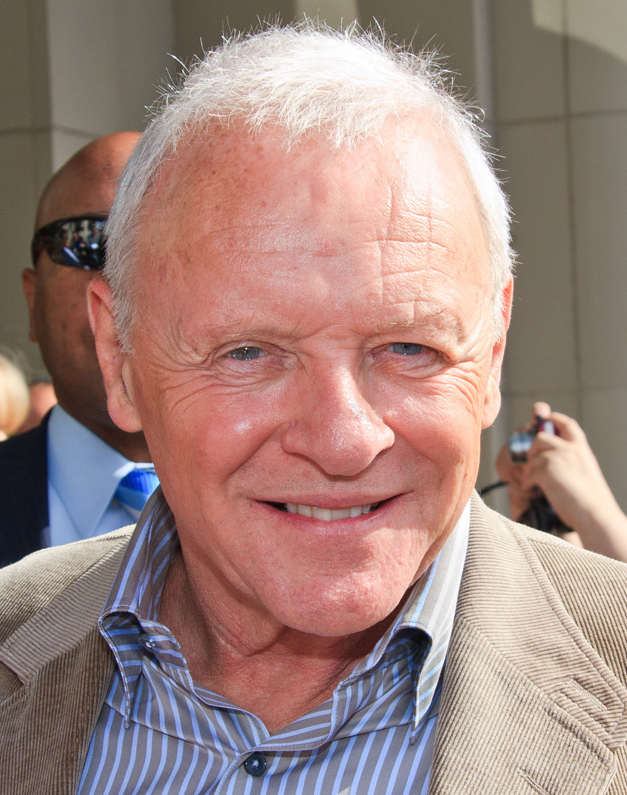
Anthony Hopkins 2010-ben

A bárányok hallgatnak (eredeti cím: The Silence of the Lambs) 1991-ben bemutatott amerikai thriller Jonathan Demme rendezésében Sir Anthony Hopkins és Jodie Foster főszereplésével. A film öt Oscar-díjat nyert, köztük a legjobb film díját.

## Történet
Dr. Hannibal Lecter az Egyesült Államok egyik legveszélyesebb pszichopata sorozatgyilkosa. Már hosszú évek óta szigorúan őrzött elmegyógyintézetben ül, de most az FBI-nak hirtelen kell a segítsége. Ugyanis valaki dr. Lecterhez hasonló kegyetlenséggel öl, és azt remélik, hogy az orvos segítségükre tud lenni az elfogásában. Az FBI a fiatal és okos Clarice Starling különleges ügynököt bízza meg, hogy férkőzzön dr. Lecter közelébe, és próbálja meg rávenni az együttműködésre. Nincs könnyű dolga, hiszen dr. Lecter nemcsak pszichopata, de hihetetlenül intelligens is. Kettejük kapcsolata hamarosan amolyan oda-vissza pszichoanalízissé válik, melyben mindketten megpróbálják lelkileg legyőzni a másikat. Lecter megpróbál a nő legféltettebb titkaihoz férkőzni, ugyanis a segítségéért cserébe az ügynöknőnek fel kell tárnia múltját és félelmeit. A gyilkos, Jame Gumb – akit csak úgy ismernek, hogy Buffalo Bill –, egy szenátor leányát tartja fogva, és valószínűleg kínozza is. Clarice Hannibal segítségével egyre közelebb jut a gyilkoshoz, aki a lakása pincéjében ásott mély gödörben tartja fogva áldozatát. Clarice egyedül bukkan rá a rejtekhelyre, és menti ki a lányt. Eközben Lecter megszökik.

## Szereplők
| Szerep                    | Színész            | Magyar hang      |
| ------------------------- | ------------------ | ---------------- |
| Clarice Starling          | Jodie Foster       | Ráckevei Anna    |
| Dr. Hannibal Lecter       | Anthony Hopkins    | Sinkó László     |
| Jack Crawford             | Scott Glenn        | Mécs Károly      |
| Jame Gumb                 | Ted Levine         | Sörös Sándor     |
| Dr. Frederick Chilton     | Anthony Heald      | Cseke Péter      |
| Barney                    | Frankie Faison     | Hollósi Frigyes  |
| Ardelia Mapp              | Kasi Lemmons       | Györgyi Anna     |
| Hayden Burke FBI-igazgató | Roger Corman       | Barbinek Péter   |
| FBI-oktató                | Lawrence A. Bonney | Barbinek Péter   |
| Burroughs ügynök          | Lawrence T. Wrentz | Orosz István     |
| TV-bemondó                | Obba Babatundé     | Orosz István     |
| Terry ügynök              | Chuck Aber         | Csernák János    |
| Ruth Martin szenátor      | Diane Baker        | Moór Marianna    |
| Paul Krendler             | Ron Vawter         | Balázsi Gyula    |
| SWAT parancsnok           | Chris Isaak        | Balázsi Gyula    |
| Boyle hadnagy             | Charles Napier     | Kránitz Lajos    |
| Tate őrmester             | Danny Darst        | Kristóf Tibor    |
| Miggs                     | Stuart Rudin       | Jakab Csaba      |
| Mr. Lang                  | Leib Lensky        | Kenderesi Tibor  |
| Catherine Martin          | Brooke Smith       | Prókai Annamária |
| Perkins seriff            | Pat McNamara       | Uri István       |
| Lamar                     | Tracey Walter      | Pathó István     |
| Roden                     | Dan Butler         | Bognár Zsolt     |
| Pilcher                   | Paul Lazar         | Csankó Zoltán    |
| Jacobs rendőr             | Cynthia Ettinger   | ?                |
| Murray rendőr             | Brent Hinkley      | Czvetkó Sándor   |
| Pembry őrmester           | Alex Coleman       | Szokolay Ottó    |
| SWAT tárgyaló             | Daniel von Bargen  | ?                |
| Mentő                     | Josh Broder        | Melis Gábor      |
| Mr. Bimmel                | Harry Northup      | Cs. Németh Lajos |
| Stacy Hubka               | Lauren Roselli     | Kiss Erika       |

| Magyar változat munkatársai | Magyar változat munkatársai |
| Beosztás                    | Stábtag                     |
| --------------------------- | --------------------------- |
| Felolvasó                   | Bozai József                |
| magyar szöveg               | Csörögi István              |
| hangmérnök                  | Fék György                  |
| rendezőasszisztens          | Dezsőffy Rajz Katalin       |
| vágó                        | Árvai Zsuzsa                |
| gyártásvezető               | Fehér József                |
| szinkronrendező             | Csörögi István              |
| szinkronstúdió              | Mafilm Audio Kft.           |

## Érdekesség
A film paródiaváltozatának címe A báránysültek hallgatnak, melyben a doktor szerepét Dom DeLuise alakítja, filmbéli neve Dr. Animal Cannibal Pizza.
A közhiedelemmel szemben nem az 1991-es A bárányok hallgatnak nyitotta meg a Hannibal Lecter-filmek sorát. Thomas Harris jóval korábbi, Vörös sárkány című kisregényéből Michael Mann filmrendező Az embervadász (1986) címen forgatott filmet. Lectert ekkor még Lecktor néven emlegették, a figurát pedig Brian Cox játszotta. Az alkotás sem erkölcsi, sem anyagi szempontból nem jövedelmezett, ezért Hollywood rövid időre félretette a témát. 5 évvel később Jonathan Demme filmesítette meg A bárányok hallgatnak c. következő Harris-regényt: az alkotás az év meglepetése volt, 5 Oscar-díjjal jutalmazták, és nemzetközi sztárrá tette Anthony Hopkinst.

## Jelentősebb díjak

### Oscar-díj(1992)
- díj: legjobb film
- díj: Anthony Hopkins (legjobb férfi főszereplő)
- díj: Jodie Foster (legjobb női főszereplő)
- díj: Jonathan Demme (legjobb rendező)
- díj: Ted Tally (legjobb adaptált forgatókönyv)

### Golden Globe-díj(1992)
- díj: Jodie Foster (legjobb drámai színésznő)

### Berlini Nemzetközi Filmfesztivál(1991)
- díj: Jonathan Demme (Ezüst Medve díj a legjobb rendezőnek)

### National Board of Review (1991)
- díj: Jonathan Demme (legjobb rendezés)
- díj: legjobb film
- díj: Anthony Hopkins (legjobb férfi mellékszereplő)

### BAFTA-díj(1992)
- díj: Jodie Foster (legjobb női főszereplő)
- díj: Anthony Hopkins (legjobb férfi főszereplő)

### Elismerések
- Az Amerikai Filmintézet (AFI) 1997-ben Amerika 100 legnagyobb filmje közé sorolta.[3]